# Kalisto
Emanuel Alejandro Rodriguez, meglio conosciuto con i ring name Samuray del Sol e Kalisto (Chicago, 14 novembre 1986), è un wrestler statunitense.
Nel 2006 ha fatto il suo debutto nel wrestling combattendo mascherato con il ring name di Samuray del Sol nel circuito indipendente statunitense. Dopo essersi affermato come uno dei principali high-flyer, ha iniziato a lavorare per le maggiori federazioni indipendenti tra cui la Combat Zone Wrestling, Independent Wrestling Association Mid-South, National Wrestling Alliance, Pro Wrestling Guerrilla e la Dragon Gate USA. Quello stesso anno ha debuttato nella l'Asistencia Asesoría y Administración, dove si esibiva come Octagón Jr.
Nel maggio 2013 ha firmato un contratto con la WWE ed è stato assegnato al roster di NXT, dove venne rinominato Kalisto. Nel settembre 2014 formò un tag team insieme a Sin Cara con il nome The Lucha Dragons e il duo vinse una volta l'NXT Tag Team Championship. Nel febbraio 2015 i Lucha Dragons vennero promossi nel main roster della WWE. Nel gennaio 2016 vinse lo United States Championship, il suo primo titolo singolo nella WWE, per due volte. Nel 2017 vinse una volta il Cruiserweight Championship. Nel 2021, dopo aver lasciato la WWE, tornò nella AAA.

## Carriera

### WWE (2013–2021)

#### Primi match ad NXT e partnership con El Local(2013–2014)
Nel maggio 2013 è stato riportato che Rodriguez ha firmato un contratto con la WWE. Il 29 agosto è stato rivelato che il ring name di Rodriguez è Kalisto. Kalisto ha debuttato il 20 settembre in un house show di NXT sconfiggendo Baron Corbin. Nell'aprile 2014 ha formato un tag team con El Local, con cui ha fatto il suo debutto televisivo nella puntata di NXT dell'8 maggio sconfiggendo i Legionnaires (Marcus Louis e Sylvester Lefort) in un tag team match. Kalisto e El Local sono stati sconfitti dagli Ascension (Konnor e Viktor) per l'NXT Tag Team Championship il 29 maggio a NXT TakeOver.

#### The Lucha Dragons (2014–2015)

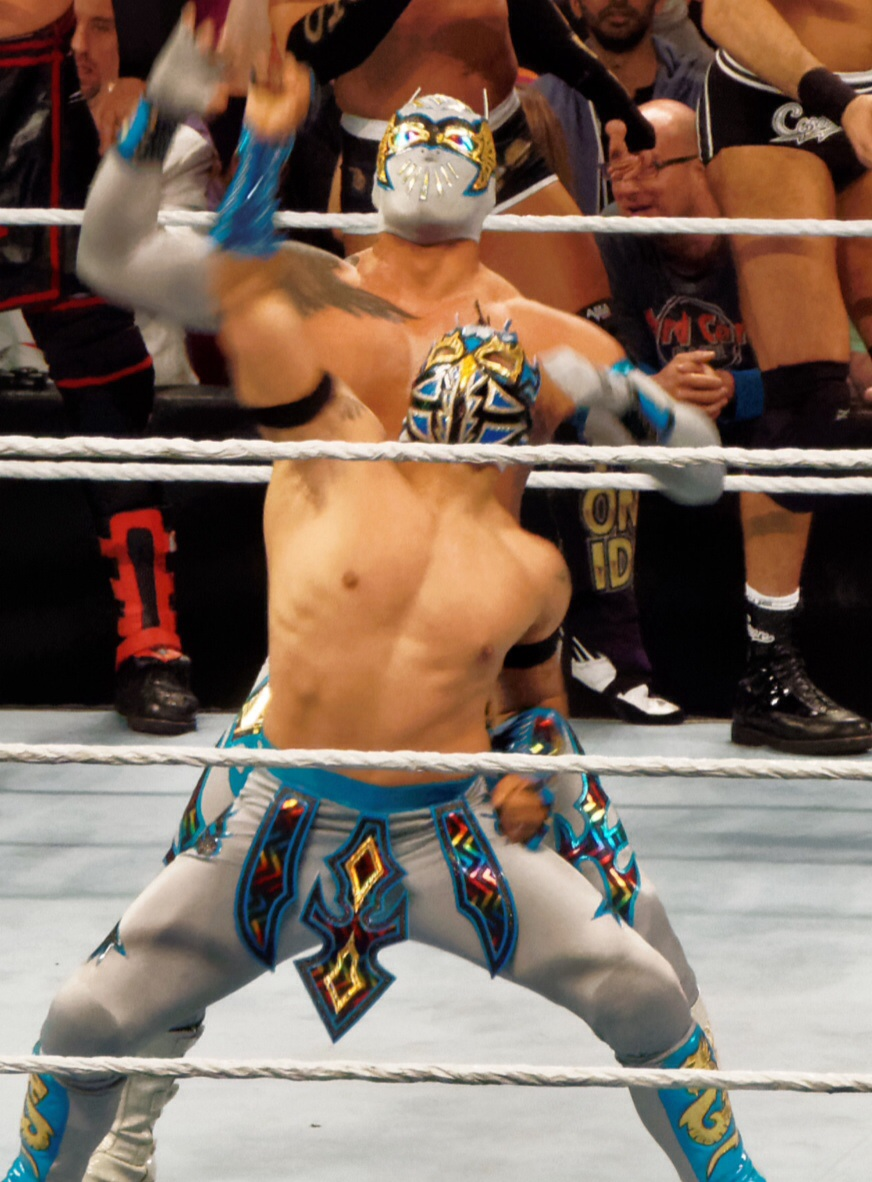
I Lucha Dragons nel 2015

Kalisto ha in seguito formato un tag team con Sin Cara e hanno vinto contro gli Ascension l'NXT Tag Team Championship l'11 settembre 2014 a NXT TakeOver: Fatal 4-Way, per poi perderli nella puntata di NXT del 28 gennaio 2015 a favore di Blake e Murphy.
I Lucha Dragons hanno fatto il loro debutto nel roster principale nella puntata di Raw del 30 marzo 2015, la notte dopo WrestleMania 31. Hanno lottato e vinto insieme al New Day (Big E, Kofi Kingston e Xavier Woods) contro gli Ascension, Cesaro e Tyson Kidd. Nella puntata di Raw del 20 aprile i Lucha Dragons hanno perso per countout un match contro il New Day che avrebbe determinato i contendenti n°1 al WWE Tag Team Championship detenuti da Cesaro e Kidd.
Nella seconda metà del 2015 hanno continuato a lottare per il WWE Tag Team Championship detenuti dai Prime Time Players (Titus O'Neil e Darren Young): il 23 agosto a SummerSlam i Lucha Dragons hanno avuto l'opportunità di conquistare i titoli in un Fatal 4-Way Tag Team match che includeva anche i Los Matadores e il New Day, che ha vinto il titolo quando Kofi Kingston ha schienato Diego dei Los Matadores. Nel mese di novembre è stato annunciato un torneo per il vacante WWE World Heavyweight Championship a cui Kalisto ha preso parte sconfiggendo Ryback al primo turno ma è stato eliminato da Alberto Del Rio nei quarti di finale. Frattanto, i Lucha Dragons hanno avuto un'altra opportunità di conquistare il titolo, questa volta detenuto dal New Day: Kalisto e Sin Cara riuscivano sempre a trionfare contro il New Day in match non titolati, fallendo al contrario l'assalto ai titoli in numerose occasioni, come il 13 dicembre a TLC (in un Triple Threat Ladder match che includeva anche gli Usos) e nella puntata di SmackDown del 22 dicembre.

#### United States Champion (2015–2016)

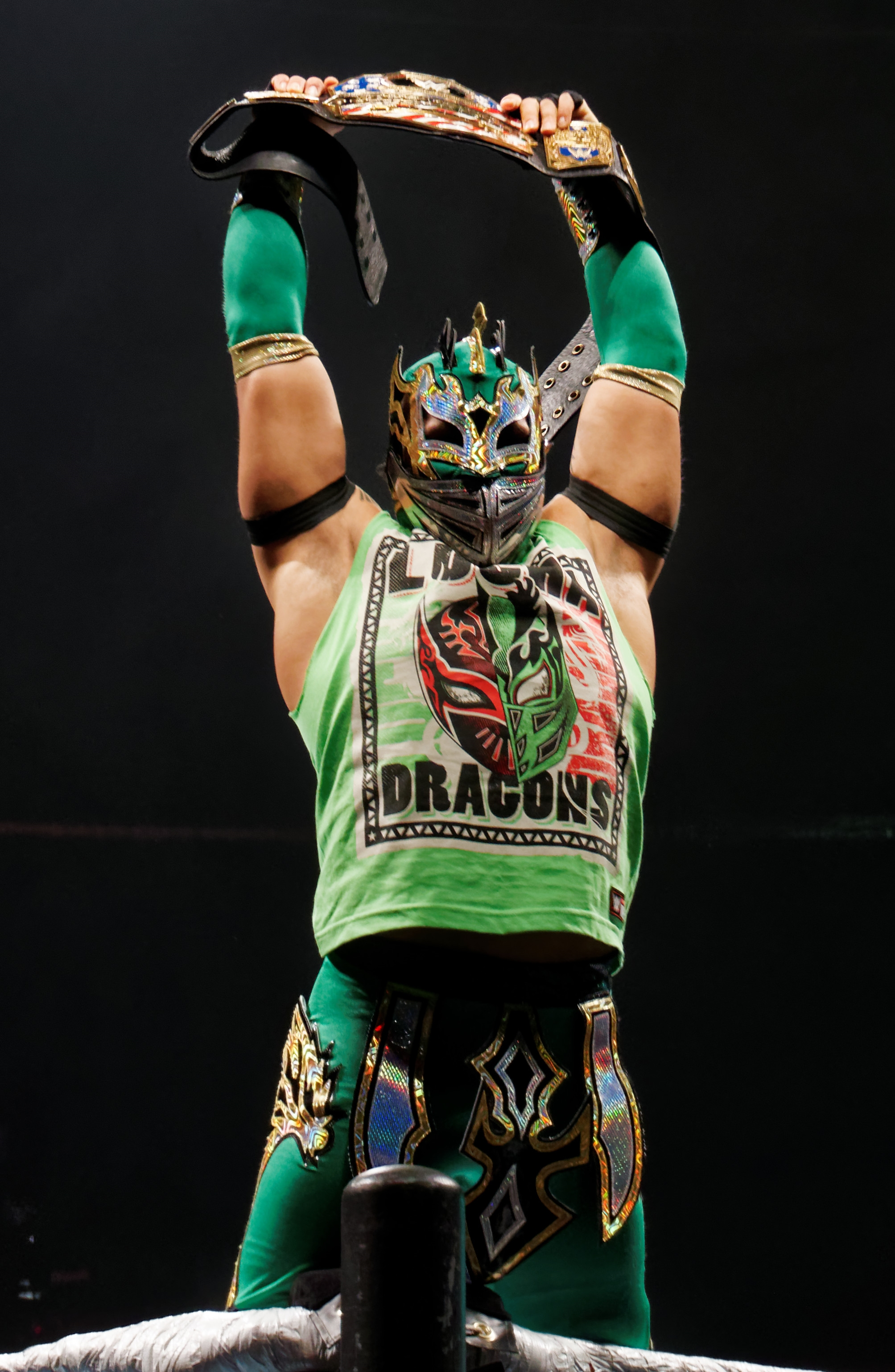
Kalisto con lo United States Championship nel 2016

Dopo che Sin Cara si è infortunato nella puntata di Raw del 28 dicembre, Kalisto ha iniziato a lottare in singolo e, supportato da John Cena, ha sconfitto Alberto Del Rio, detentore dello United States Championship, nella puntata di SmackDown del 7 gennaio 2016, ripetendosi poi nella puntata di Raw dell'11 gennaio 2016, dove ha sconfitto Del Rio per vincere lo United States Championship, il suo primo titolo da singolo del roster principale, perdendolo nella puntata di SmackDown del 14 gennaio (a causa dell'intervento di King Barrett) e infine riconquistarlo per la seconda volta il 24 gennaio alla Royal Rumble contro lo stesso Del Rio. Ha difeso con successo il titolo per la prima volta nella puntata di SmackDown del 28 gennaio, quando ha sconfitto Neville. La rivalità tra Kalisto e Del Rio è culminata in un 2-out-of-3 Falls match valido per lo United States Championship nel Kick-off di Fastlane, dove Kalisto ha avuto la meglio per 2-1. In seguito assiste al match tra il suo partner Sin Cara e Ryback, nella puntata di Raw del 14 marzo; Sin Cara è stato sconfitto e Ryback ha lanciato una sfida a Kalisto per lo United States Championship a WrestleMania 32, sfida che Kalisto ha accettato in un'intervista con Michael Cole. Il 3 aprile, nel Kick-off di WrestleMania 32, Kalisto ha difeso con successo il titolo contro Ryback. I Lucha Dragons tornano insieme nella puntata di SmackDown del 7 aprile dove affrontano i Vaudevillains (Aiden English e Simon Gotch), loro vecchi avversari ad NXT, al loro match di debutto ma vengono sconfitti. Nella puntata di Raw dell'11 aprile viene indetto un torneo per decretare i contendenti n°1 al WWE Tag Team Championship detenuti dal New Day: i Lucha Dragons affrontano ai quarti di finale i Dudley Boyz ma, a seguito di un leggero infortunio di Kalisto durante il match, Sin Cara è stato costretto a lottare da solo, venendo però schienato da Bubba Ray Dudley dopo una 3D con D-Von Dudley, causando dunque la sconfitta e l'eliminazione dei Lucha Dragons. Nella puntata di SmackDown del 21 aprile viene sconfitto da Ryback in un match non titolato, il quale si è preso la sua rivincita dopo WrestleMania 32. Il 1º maggio, nel Kick-off di Payback, Kalisto ha difeso con successo per la seconda volta lo United States Championship contro Ryback. Inizia subito dopo una faida con Rusev, diventato da poco contendente n°1 allo United States Championship dopo aver vinto una 20-man Battle Royal il 2 maggio a Raw. Il 9 maggio Kalisto aiuta Sin Cara a sconfiggere proprio Rusev, colpendo il bulgaro con un calcio alla testa mentre l'arbitro era distratto da Lana e permettendo dunque a Sin Cara di schienare il bulgaro con un roll-up. Il 12 maggio a SmackDown, però, Rusev sconfigge Sin Cara nel rematch dopo che Kalisto, al tavolo di commento, era stato attaccato da Lana. Nella puntata di Raw del 16 maggio viene sconfitto da Alberto Del Rio e brutalmente attaccato nel finale da Rusev, che in precedenza aveva colpito ripetutamente Sin Cara. Il 22 maggio, a Extreme Rules, Kalisto ha perso lo United States Championship contro Rusev dopo 119 giorni di regno. Nella puntata di SmackDown del 26 maggio Kalisto è stato nuovamente sconfitto da Rusev nel rematch titolato. Il 19 giugno nel Kick-off di Money in the Bank i Lucha Dragons hanno trionfato sui Dudley Boyz.
Nella puntata di Raw del 18 luglio Kalisto e Sin Cara hanno deciso di separarsi amichevolmente per prendere strade differenti, in vista dell'imminente divisione dei roster del giorno dopo. Ciononostante, quella stessa sera, è intervenuto per aiutare Sin Cara al termine del suo match contro Baron Corbin (in cui Sin Cara è stato sconfitto).
Con la Draft Lottery avvenuta nella puntata di SmackDown del 19 luglio, Kalisto è stato trasferito nel roster di SmackDown. Nella puntata di SmackDown del 26 luglio Kalisto ha partecipato ad una Battle Royal per determinare uno dei sei sfidanti del Six-Pack Challenge match per determinare il contendente n°1 al WWE World Championship di Dean Ambrose ma è stato eliminato da Kane. Nella puntata di SmackDown del 2 agosto ha preso parte ad un Triple Threat match che comprendeva anche Apollo Crews e Baron Corbin per decretare lo sfidante all'Intercontinental Championship di The Miz ma il match è stato vinto da Crews che ha schienato proprio Kalisto. Nel backstage, durante la stessa serata, è stato brutalmente attaccato da Baron Corbin e la stessa scena si è ripetuta nella successiva puntata di SmackDown del 16 agosto. Kalisto, in seguito, ha subito un infortunio non meglio identificato che lo ha costretto a restare fuori dalle scene. Kalisto è tornato dall'infortunio il 22 ottobre durante un house show. Nella puntata di SmackDown dell'8 novembre Kalisto ha fatto inoltre il suo ritorno nello show, dove avrebbe dovuto affrontare Baron Corbin ma, a causa di un infortunio alla caviglia del Lone Wolf, l'incontro non è nemmeno iniziato. Successivamente, ha ottenuto un match titolato per Survivor Series per il Cruiserweight Championship di The Brian Kendrick dove, se Kalisto avesse vinto, l'intera divisione dei pesi leggeri sarebbe passata al roster di SmackDown.
Nella puntata di SmackDown 900 Live del 15 novembre Kalisto ha sconfitto Oney Lorcan. Il 20 novembre, a Survivor Series, Kalisto è stato sconfitto da The Brian Kendrick per squalifica a causa dell'intervento di Baron Corbin ai danni dello stesso Kendrick, facendo sì che questi mantenesse il WWE Cruiserweight Championship. Nella puntata di SmackDown del 22 novembre Kalisto ha affrontato The Miz per l'Intercontinental Championship ma è stato sconfitto a causa dell'ennesima interferenza di Baron Corbin. Nella puntata di SmackDown del 29 novembre Kalisto e Dolph Ziggler hanno sconfitto The Miz e Baron Corbin per squalifica a causa di una sediata di quest'ultimo su Kalisto mentre stava schienando The Miz dopo la Salida del Sol. Il 4 dicembre a TLC: Tables, Ladders & Chairs Kalisto è stato sconfitto da Baron Corbin in un Chairs match. Nella puntata di SmackDown del 6 dicembre Kalisto è stato nuovamente sconfitto da Corbin nel rematch di TLC. Nella puntata di SmackDown del 3 gennaio 2017 Kalisto è corso in aiuto di Dolph Ziggler alla fine del suo match perso contro Baron Corbin ma, inaspettatamente, il wrestler mascherato è stato colpito da un Superkick dello "Showoff", facendo presagire un possibile turn heel di quest'ultimo. Nella puntata di SmackDown del 10 gennaio Kalisto ha affrontato e sconfitto Dolph Ziggler grazie ad un roll-up ma, nel post match, è stato brutalmente attaccato dallo "Showoff" con una sedia. Nella puntata di SmackDown del 24 gennaio Kalisto è stato sconfitto da Dolph Ziggler. Il 29 gennaio Kalisto ha partecipato al Royal Rumble match dell'omonimo pay-per-view entrando col numero 3 ma è stato eliminato da Braun Strowman dopo otto minuti e diciassette secondi di permanenza. Nella puntata di SmackDown del 31 gennaio Kalisto è stato sconfitto per la seconda volta da Dolph Ziggler. Il 12 febbraio, ad Elimination Chamber, Kalisto e Apollo Crews hanno sconfitto Dolph Ziggler in un 2-on-1 Handicap match. Nella puntata di SmackDown del 21 febbraio Kalisto ha partecipato ad una 10-Man Battle Royal per decretare lo sfidante di Bray Wyatt a WrestleMania 33 per il WWE Championship ma è stato eliminato. Il 2 aprile, nel Kick-off di WrestleMania 33, Kalisto ha partecipato all'annuale André the Giant Memorial Battle Royal ma è stato eliminato da Braun Strowman.

#### Cruiserweight Champion e varie faide (2017–2018)
Con lo Shake-up del 10 aprile Kalisto è stato trasferito nel roster di Raw. Il 17 aprile, a Raw, Kalisto è stato brutalmente attaccato da Braun Strowman, che lo ha trascinato per terra per poi buttarlo in un bidone dell'immondizia. Infatti, nella successiva puntata di Raw del 24 aprile, Kalisto ha sconfitto Strowman in un Dumpster match ma, nel post match, è stato brutalmente attaccato dall'avversario. Nella puntata di Raw del 22 maggio Kalisto ha sconfitto Apollo Crews. Nella puntata di Raw del 29 maggio Kalisto è stato sconfitto da Titus O'Neil. Il 4 giugno, nel Kick-off di Extreme Rules, Kalisto ha sconfitto per la seconda volta Apollo Crews. Nella puntata di Raw del 5 giugno Kalisto ha sconfitto Titus O'Neil. Nella puntata di Raw del 12 giugno Kalisto è stato sconfitto da Apollo Crews. Nella puntata di Main Event del 23 giugno Kalisto ha sconfitto Rhyno. Nella puntata di Main Event del 7 luglio Kalisto ha sconfitto Scott Dawson. Nella puntata di Raw del 31 luglio Kalisto è stato sconfitto da Elias. Nella puntata di Main Event dell'11 agosto Elias ha sconfitto nuovamente Kalisto. Nella puntata di Main Event dell'18 agosto Kalisto ha sconfitto Curt Hawkins. Nella puntata di Raw del 28 agosto Kalisto ha partecipato ad una Battle Royal per determinare il contendente n°1 all'Intercontinental Championship di The Miz ma è stato eliminato da Bo Dallas e Curtis Axel. Nella puntata di Main Event dell'8 settembre Kalisto è stato sconfitto da Elias. Nella puntata di Raw dell'11 settembre Kalisto è stato nuovamente sconfitto da Elias.
Nella puntata di Raw del 2 ottobre Kalisto è entrato ufficialmente nella divisione dei pesi leggeri di Raw e ha avuto un confronto con il Cruiserweight Champion Enzo Amore, colpendolo con la Salida del Sol. Nella puntata di 205 Live del 3 ottobre Kalisto ha fatto il suo debutto nella divisione dei pesi leggeri di Raw sconfiggendo Ariya Daivari. Nella puntata di Raw del 9 ottobre Kalisto ha sconfitto Enzo Amore in un Lumberjack match, conquistando così il Cruiserweight Championship per la prima volta. Nella puntata di 205 Live del 10 ottobre Kalisto e Mustafa Ali hanno sconfitto Ariya Daivari e Enzo Amore. Nella puntata di 205 Live del 17 ottobre Kalisto e Mustafa Ali hanno sconfitto nuovamente Ariya Daivari e Enzo Amore. Il 22 ottobre, a TLC: Tables, Ladders & Chairs, Kalisto ha perso il titolo contro Enzo Amore dopo 13 giorni di regno. Nella puntata di Raw del 23 ottobre Kalisto, Cedric Alexander, Gran Metalik, Mustafa Ali e Rich Swann hanno sconfitto Enzo Amore, Ariya Daivari, Drew Gulak, Noam Dar e Tony Nese. Nella puntata di 205 Live del 24 ottobre Kalisto ha sconfitto Enzo Amore per squalifica ma quest'ultimo ha comunque mantenuto il Cruiserweight Championship. Nella puntata di Raw del 30 ottobre Kalisto ha sconfitto Drew Gulak. Nella puntata di 205 Live del 7 novembre Kalisto ha sconfitto Gentleman Jack Gallagher. Nella puntata di Raw del 13 novembre Kalisto e Akira Tozawa sono stati sconfitti da Drew Gulak e Enzo Amore. Nella puntata di 205 Live del 14 novembre Kalisto ha sconfitto Drew Gulak. Il 19 novembre, nel Kick-off di Survivor Series, Kalisto ha affrontato Enzo Amore per il Cruiserweight Championship ma è stato sconfitto. Nella puntata di 205 Live del 28 novembre Kalisto ha sconfitto per la seconda volta Gentleman Jack Gallagher ma, nel post match, è stato brutalmente attaccato da Gallagher e The Brian Kendrick. Nella puntata di 205 Live del 12 dicembre Kalisto ha sconfitto per la terza volta Gentleman Jack Gallagher. Nella puntata di 205 Live del 19 dicembre Kalisto e Gran Metalik hanno sconfitto The Brian Kendrick e Gentleman Jack Gallagher per squalifica. Nella puntata di Main Event del 20 dicembre Kalisto ha sconfitto Ariya Daivari. Nella puntata di Main Event del 27 dicembre Kalisto ha sconfitto Tony Nese.

#### Lucha House Party (2018–2019)

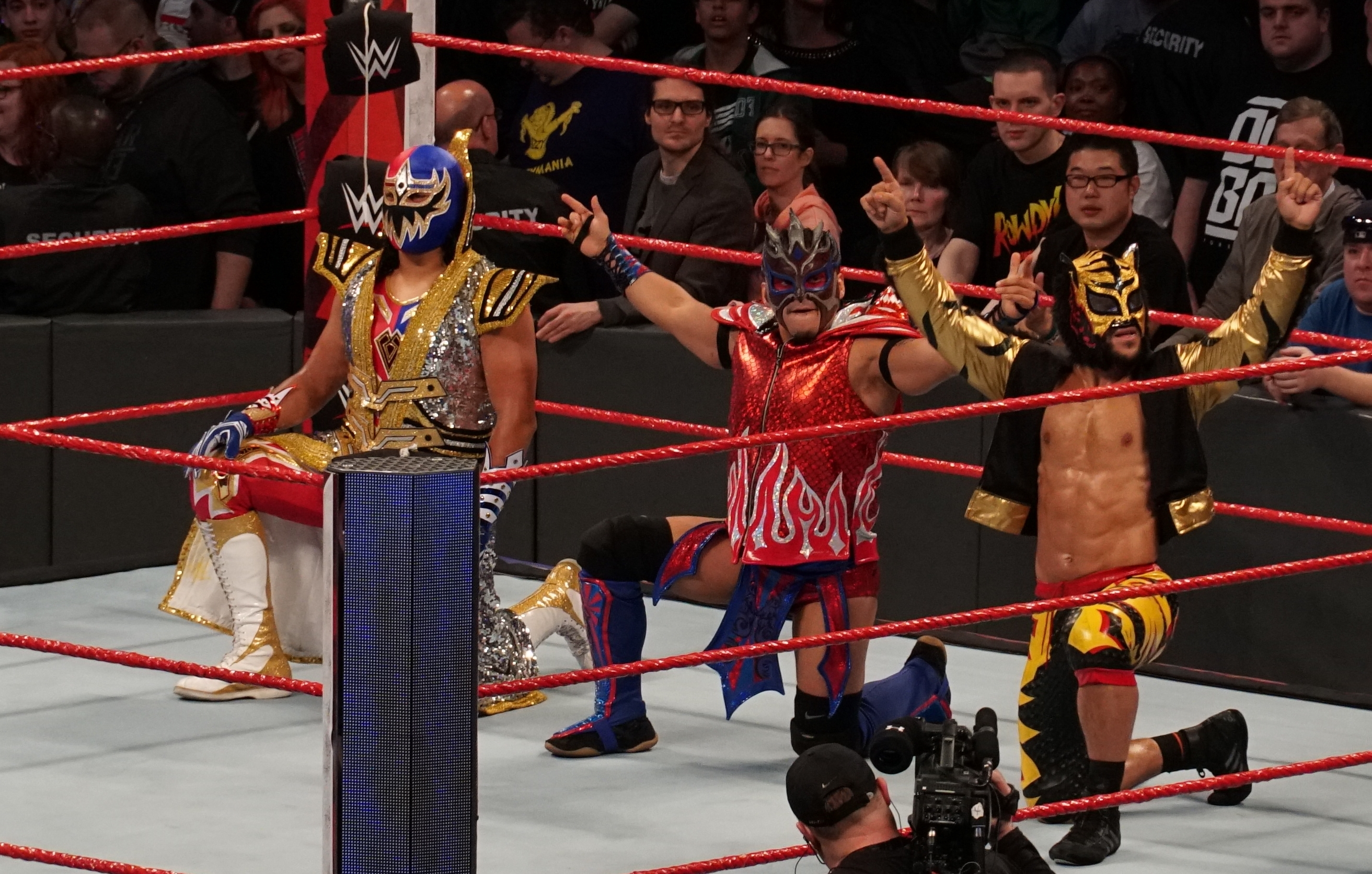
Kalisto (centro), Gran Metalik (sinistra) e Lince Dorado (destra) durante una puntata di Main Event

Il 28 gennaio, nel Kick-off della Royal Rumble, Kalisto, Gran Metalik e Lince Dorado sconfissero Drew Gulak, Gentleman Jack Gallagher e TJP. Nella puntata di 205 Live del 6 febbraio Kalisto sconfisse Lince Dorado negli ottavi di finale di un torneo per la riassegnazione del Cruiserweight Championship. Nella puntata di 205 Live del 27 febbraio Kalisto venne sconfitto da Roderick Strong nei quarti di finale del torneo per la riassegnazione del Cruiserweight Championship, venendo dunque eliminato. Nella puntata di 205 Live del 27 marzo Kalisto partecipò ad un Fatal 4-Way match che comprendeva anche Akira Tozawa, Buddy Murphy e TJP con in palio una futura opportunità titolata al Cruiserweight Championship ma il match venne vinto da Murphy. Nella puntata di 205 Live del 24 aprile Kalisto vinse un Gauntlet match eliminando per ultimo Drew Gulak, diventando il contendente n°1 al Cruiserweight Championship di Cedric Alexander. Il 27 aprile, a Greatest Royal Rumble, Kalisto affrontò Alexander per il Cruiserweight Championship ma venne sconfitto. Nella puntata di Raw del 17 dicembre Kalisto e Lince Dorado parteciparono un Fatal 4-Way match che includeva anche gli AOP, il B-Team e i Revival per determinare i contendenti n°1 al Raw Tag Team Championship di Bobby Roode e Chad Gable ma il match venne vinto dai Revival. Nella puntata di 205 Live del 2 gennaio 2019 Kalisto sconfisse Lio Rush guadagnando l'accesso al Fatal 4-Way match per il Cruiserweight Championship alla Royal Rumble. Il 27 gennaio, nel Kick-off della Royal Rumble, Kalisto partecipò ad un Fatal 4-Way match per il Cruiserweight Championship che comprendeva anche il campione Buddy Murphy, Akira Tozawa e Hideo Itami ma il match venne vinto da Murphy. Nella puntata di 205 Live del 26 febbraio Kalisto venne sconfitto da Tony Nese nei quarti di finale di un torneo per determinare lo sfidante di Buddy Murphy per il Cruiserweight Championship a WrestleMania 35. Il 7 aprile, nel Kick-off di WrestleMania 35, Kalisto partecipò all'André the Giant Memorial Battle Royal ma venne eliminato da Andrade. Il 7 giugno, a Super ShowDown, i Lucha House Party vennero sconfitti da Lars Sullivan in un 3-on-1 Handicap match per squalifica. Nella puntata di 205 Live del 6 agosto Kalisto partecipò ad un Six-pack Challenge match che comprendeva anche Akira Tozawa, Ariya Daivari, Gentleman Jack Gallagher, Oney Lorcan e Tony Nese per determinare il contendente n°1 al Cruiserweight Championship di Drew Gulak ma il match venne vinto da Lorcan. Nella puntata di SmackDown dell'11 ottobre i Lucha House Party vennero trasferiti appunto nel roster dello show blu. Il 24 novembre, nel Kick-off di Survivor Series, Kalisto partecipò ad un Triple Threat match per l'NXT Cruiserweight Championship che comprendeva anche il campione Lio Rush e Akira Tozawa ma l'incontro venne vinto da Rush. 

#### Ultime apparizioni e licenziamento (2020-2021)
Dopo un lungo infortunio alla spalla, Kalisto tornò a sorpresa nella puntata di SmackDown del 14 agosto 2020 aiutando i suoi compagni dei Lucha House Party Gran Metalik e Lince Dorado contro i WWE SmackDown Tag Team Champions Cesaro e Shinsuke Nakamura, permettendo in particolare a Metalik di sconfiggere Nakamura. Il 27 settembre, a Clash of Champions, Kalisto e Dorado affrontarono Cesaro e Nakamura per lo SmackDown Tag Team Championship ma vennero sconfitti. Durante questo periodo, inoltre, ci furono dei continui screzi tra Kalisto e gli altri due membri dei Lucha House Party, segnando progressivamente il suo allontanamento dal gruppo. In seguito, per effetto del Draft del 12 ottobre, Kalisto rimase a SmackDown, mentre Metalik e Dorado passarono a Raw, segnando l'allontanamento di Kalisto dai Lucha House Party.
Il 22 novembre 2020, nel Kick-off di Survivor Series, Kalisto partecipò ad una Battle Royal tra Raw e SmackDown ma venne eliminato da Cedric Alexander. Successivamente, Kalisto apparve nel backstage di SmackDown, spesso interagendo con Sasha Banks. Il 9 aprile 2021, nella puntata speciale WrestleMania SmackDown, Kalisto prese parte all'André the Giant Memorial Battle Royal ma venne eliminato da Lince Dorado.
Il 15 aprile 2021 Kalisto venne licenziato dalla WWE.

### All Elite Wrestling (2021)
Il 3 novembre 2021 a Dynamite fece un'apparizione nella All Elite Wrestling come Samuray del Sol collaborando con Aereo Star in un match contro gli FTR con in palio l'AAA World Tag Team Championship ma il match venne vinto dai campioni.

## Personaggio

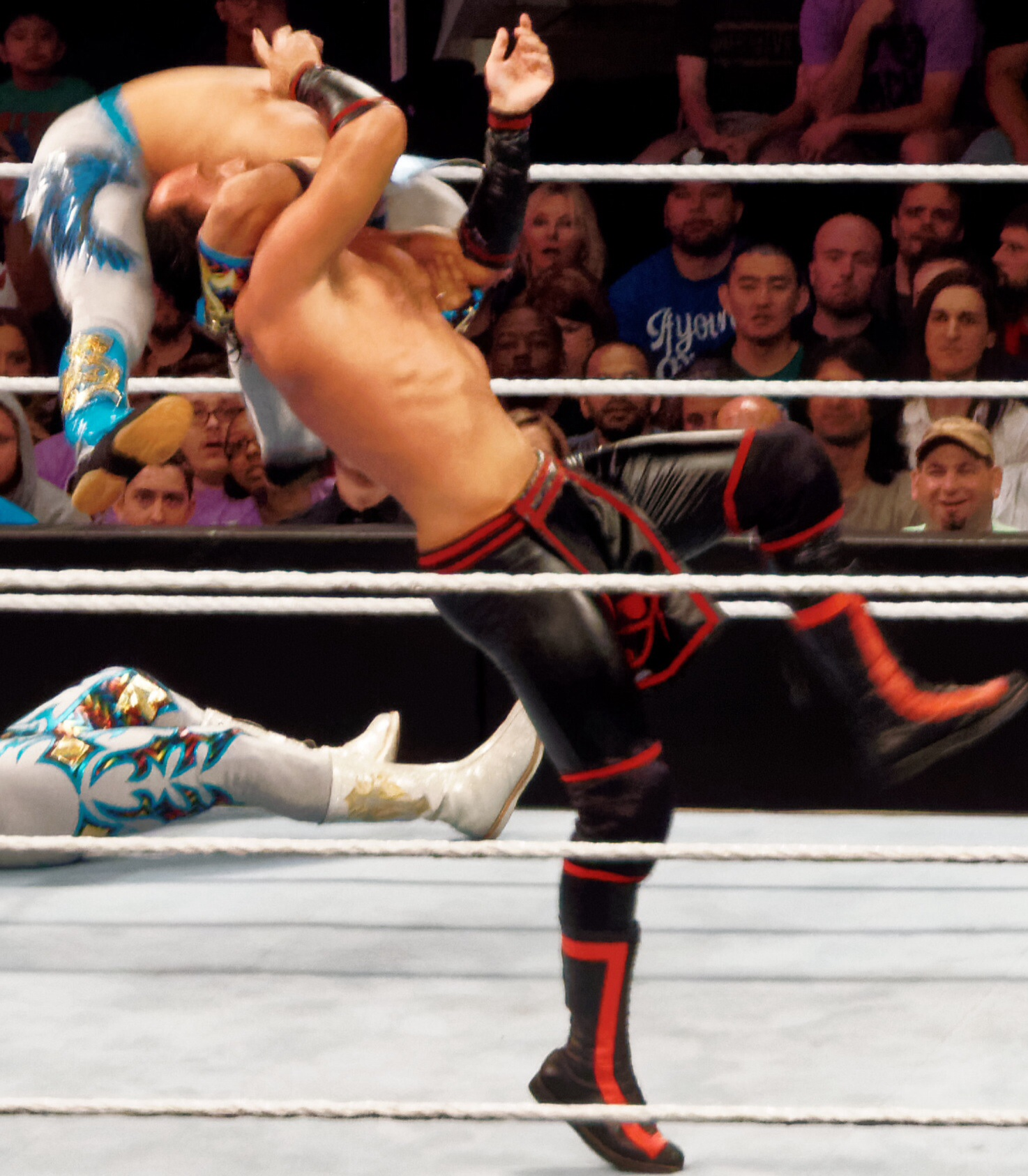
Kalisto mentre esegue la Salida del Sol su Viktor

### Mosse finali
- Come Kalisto
  - Salida del Sol (Standing sitout shiranui)
- Come Samuray del Sol
  - Del Sol Driver (Bridging package powerbomb)
  - Rising Sun (Springboard reverse frankensteiner)

### Soprannomi
- "King of Flight"
- "Most Agile Warrior in the Ring"

### Musiche d'ingresso
- Lucha Lucha dei CFO$ (2013–2017; 2018–2021; usata come membro dei Lucha Dragons, dei Lucha House Party e in competizione singola)
- Fearless Warrior dei CFO$ (2017–2018)

## Titoli e riconoscimenti
- Gladiators Aztecas de Lucha Libre International
  - GALLI Championship (1)

- Pro Wrestling Illustrated
  - 25º tra i 500 migliori wrestler singoli nella PWI 500 (2016)[44]

- WWE
  - NXT Tag Team Championship (1) – con Sin Cara
  - WWE Cruiserweight Championship (1)
  - WWE United States Championship (2)
  - NXT Tag Team Championship #1 Contender's Tournament (2014) – con Sin Cara
  - Slammy Award (1)
    - "OMG!" Shocking Moment of the Year (2015) La Salida del Sol su Jey Uso dalla cima di una scala a TLC: Tables, Ladders & Chairs